# 蒋孔阳
蒋孔阳（1923年1月23日—1999年6月26日），男，四川万县人，中国美学家、文艺理论家，复旦大学中文系教授，中国作家协会理事。